# Свети Атанасий (Радиовце)
Вижте пояснителната страница за други значения на Свети Атанасий.
„Свети Атанасий“ (на македонска литературна норма: „Свети Атанасиј“) е църква в село Радиовце, Северна Македония, част от Тетовско-Гостиварската епархия на Македонската православна църква – Охридска архиепископия.
Църквата е разположена в центъра на селото, на стария път, който води за Гостивар и Тетово.
Храмът е издигнат в 1917 година от майстор Аврам Стойков Леков от Ябланица с ктиторството на Цветко Аврамов и радиовските селяни.
В 1919 година църквата е изписана от дебърските майстори Кръстьо Николов, Димитър Донев и Рафаил Кръстев. Надписът в храма гласи:
| „ | Сеи храмъ Стый Аѳанасїи Алеѯандрїйски соградисѧ во лѣто ѿ Хрїста 1917. Изобразисѧ во лѣто 1919. Во то иже времѧ е ктиторъ Цветко Аврамовичъ со сими салани радиовци. Иконописац Крсто Нїколић и Митре Донїћ и Рафе Крстіћ ѿ Лазарополе. Изградїое зграда церкве маистор Аврам Стоико Лекић из Ѧбланїца, Дрїмкол. | “ |

- Иконостасът в църквата
- Подкуполното пространство
- „Богородица Ширшая небес“
- „Света Троица“
- Каменен кръст в двора на църквата